# مایتن (یوتا)
مایتن (به انگلیسی: Myton) شهری در ایالت یوتا کشور ایالات متحده آمریکا است که جمعیت آن در سرشماری سال ۲۰۱۰ میلادی، ۵۶۹ نفر بوده‌است.